# Interneringskamp van Saint-Cyprien

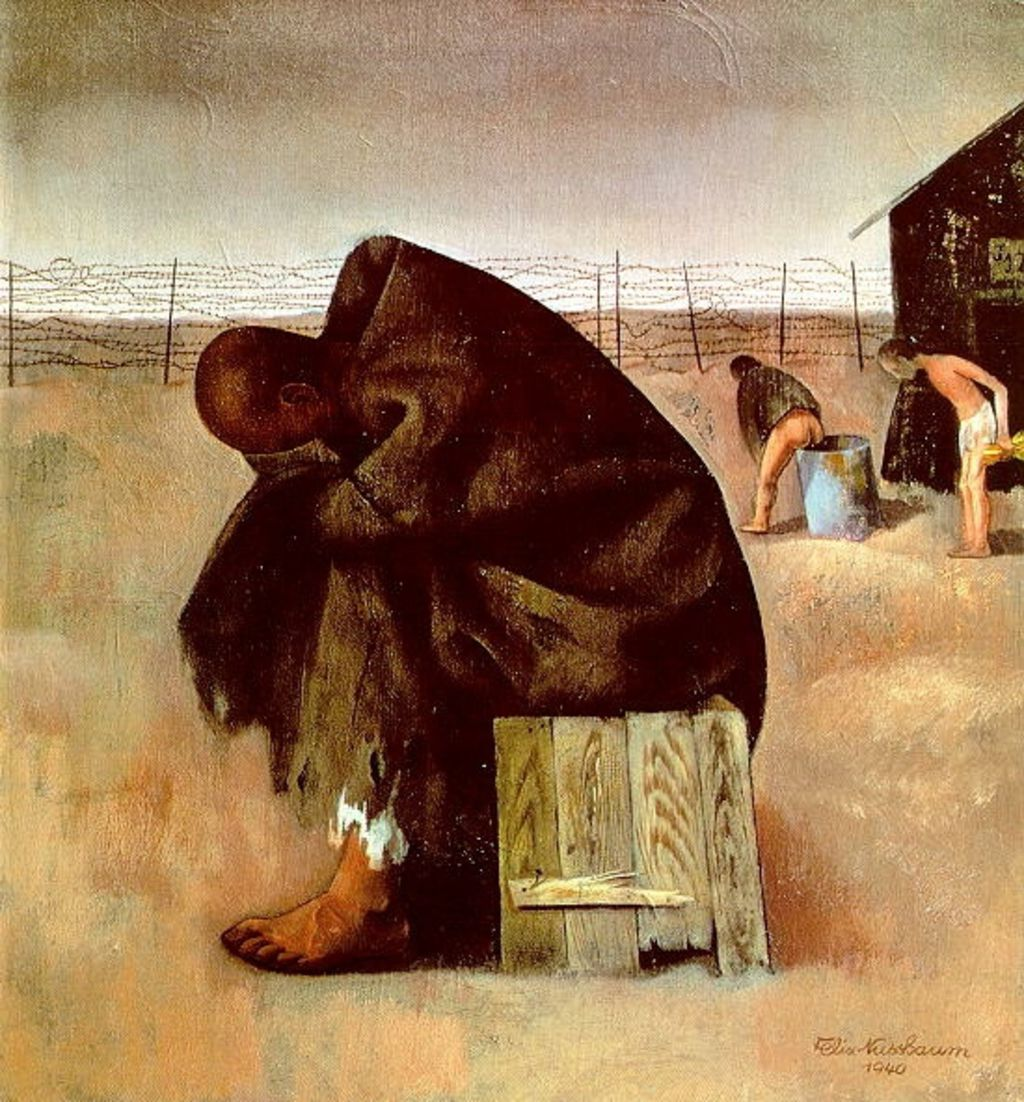
In het kamp (Felix Nussbaum, 1940). In verschillende schilderijen over zijn kampervaring gaf Nussbaum de vernederende ontlasting in tonnen weer.

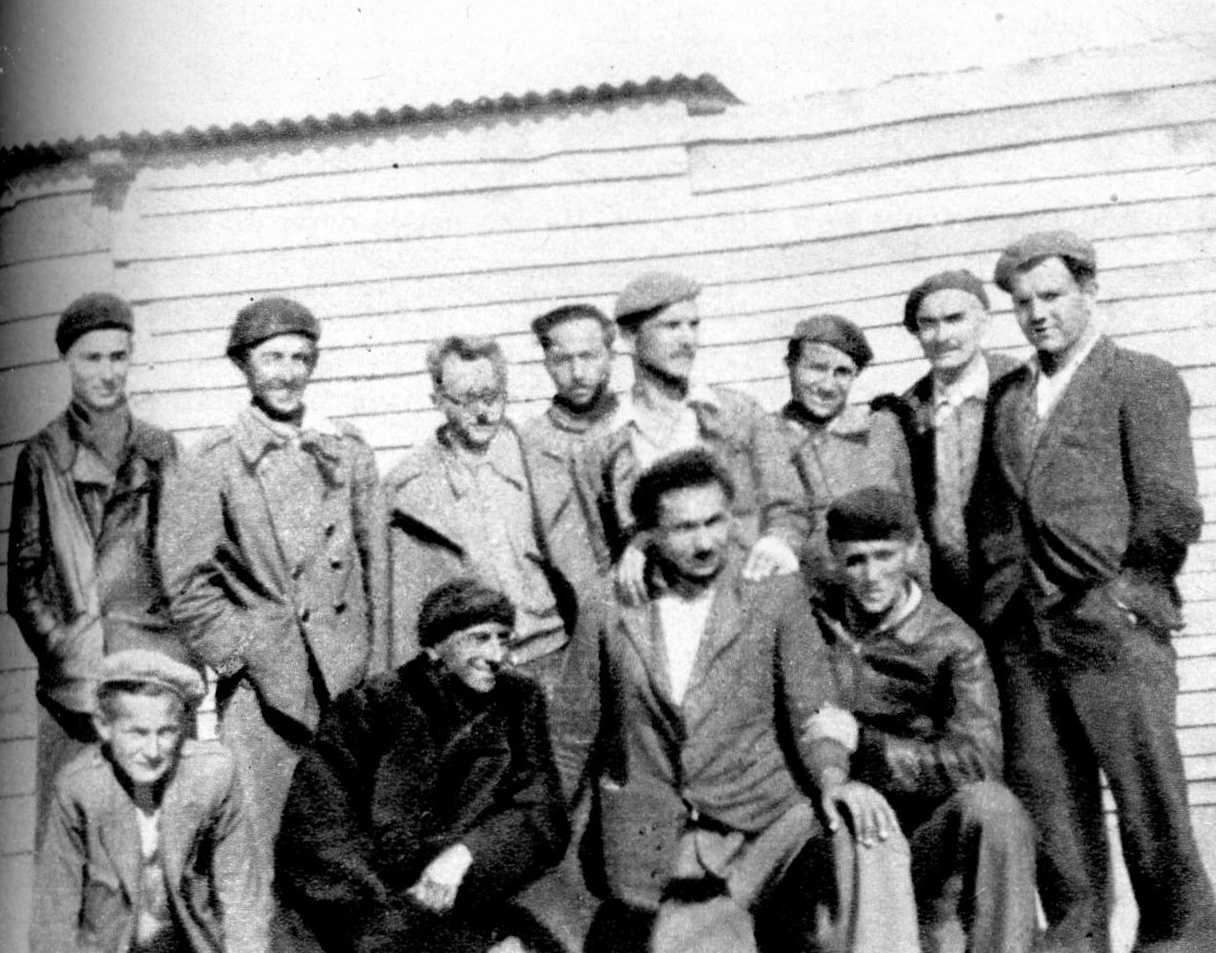
Joegoslavische leden van de Internationale Brigades tijdens hun internering in 1939

Het interneringskamp van Saint-Cyprien was een Frans concentratiekamp aan de mediterrane kust in Saint-Cyprien. Het deed dienst in 1939-1940 voor de opsluiting van republikeinse vluchtelingen uit Spanje, en vervolgens van Duitsgezinde verdachten aan het begin van de Tweede Wereldoorlog. In werkelijkheid ging het voornamelijk om Joden, die naderhand voor een groot deel in de uitroeiingskampen zijn vermoord.

## Geschiedenis
Het gesloten kamp van Saint-Cyprien werd in februari 1939 opgericht, aan het einde van de Spaanse Burgeroorlog, om republikeinse vluchtelingen op te nemen. Na het breken van het Catalaanse front gingen ze in de zogenaamde retirada met honderdduizenden in ballingschap voor het fascistische regime van Franco. De Fransen brachten hen als ongewenste vreemdelingen samen in diverse kampen vlak bij de grens. Het kamp van Saint-Cyprien lag op het zandstrand en was aan drie kanten omgeven met prikkeldraad. Het was 1,5 km lang en had een oppervlakte van 184 hectare. Aanvankelijk bestond het uit tenten en later uit houten barakken. Op het hoogtepunt waren er ongeveer negentigduizend gedetineerden. Sanitaire voorzieningen waren er nauwelijks: men moest zijn behoefte doen in tonnen en vechten voor het schaarse waswater. Het drinkwater was sterk vervuild en veroorzaakte epidemieën van tyfus en diarree.
Begin 1940 was het kamp nagenoeg leeggelopen, maar in mei werd het vergroot om een nieuwe stroom geïnterneerden op te nemen. Het ging om onderdanen van vijandige mogendheden en andere personen die door België en Frankrijk als staatsgevaarlijk werden beschouwd. De militaire situatie evolueerde zeer snel in het nadeel van de geallieerden. Na de Belgische capitulatie op 28 mei en de Franse wapenstilstand van 22 juni, bleven de Franse autoriteiten de detentie verder verzekeren, want de kampen lagen in de 'Vrije Zone', maar de invloed van de Duitsers was natuurlijk groot. In oktober 1940 vernielde een overstroming het grootste deel van de installaties en werd Saint-Cyprien verlaten. De ontmanteling duurde nog tot september 1941. De geïnterneerden werden overgebracht naar de kampen van Argelès, Le Vernet en Gurs. Voor duizenden Joden uit Saint-Cyprien was de volgende bestemming Kamp Drancy, vanwaar ze naar de gaskamers van Auschwitz werden gevoerd.

## Geïnterneerden uit België
In mei en juni 1940 kwamen treinkonvooien naar Saint-Cyprien met gedetineerden uit België. In theorie ging het om staatsgevaarlijke individuen die de oorlogsinspanning konden ondermijnen, maar voor de meesten van hen was daar in realiteit geen sprake van. Op de eerste dag van de invasie was Duitse, Oostenrijkse en andere onderdanen van vijandige mogendheden bevolen zich onder bewaring te stellen, ook al ging het vaak om Joden en andere tegenstanders van het naziregime. Bovendien werd in de militaire overrompeling een loopje genomen met de procedures om iemand aan te merken als veiligheidsrisico. Onder de gedetineerden waren voorts aanhangers van de Nieuwe Orde, communisten, neutraliteitsverdedigers, staatlozen en andere verdachte personen. In beesten- en goederenwagons werden ze steeds dieper Frankrijk in gebracht. De regering verloor al snel de aandacht, opgeslorpt door het militaire fiasco, het humanitaire drama van de Belgische vluchtelingen, het eigen conflict met de koning en de organisatie van de ballingschap. Daardoor is niet duidelijk hoeveel treinen er geweest zijn en wie hun bestemming heeft bepaald. 
Ondanks de gebrekkige documentatie kan worden geschat dat ongeveer 7.500 mannen uit België naar Saint-Cyprien zijn gevoerd. Het ging hoofdzakelijk om buitenlanders, want de Belgen en de vrouwen (die veel minder talrijk waren) kwamen vooral in Gurs terecht. Minister van Justitie Paul-Emile Janson gaf op 11 juli goedkeuring om de buitenlandse geïnterneerden onder Belgische hoede vrij te laten, op voorwaarde dat de Fransen akkoord gingen. Maar de Duitsers erkenden het bestaan van België niet meer en eisten de beschikking over de gevangenen op. De Belgische autoriteiten legden zich daar op 16 juli tegenover de Fransen bij neer en bekommerden zich haast uitsluitend nog om de eigen onderdanen die vastzaten. Het ging onder meer om de Vlaams-nationalisten August Borms, René Lagrou, Pol Le Roy, Clemens De Landtsheer en Emiel Goossenaerts.
De ministers Arthur Vanderpoorten en August De Schryver en de senator Hendrik Borginon kwamen op 27 juli in Saint-Cyprien aan en stelden vast dat er ruim honderd Belgen verbleven. Op 2 augustus gaf Janson opdracht aan de militaire auditeurs om de kampen te bezoeken en lijsten op te stellen van de Belgen die voor vrijlating in aanmerking kwamen. Er waren ook Duitse commissies die zich met de vrijlating van de zogezegde Ariërs bezighielden. Tegen eind juli waren er circa 2500 gedetineerden vrijgekomen uit Saint-Cyprien, waaronder enkele honderden met de Belgische nationaliteit. De vijfduizend overblijvers waren in essentie Duitse, Oostenrijkse, Poolse of staatloze Joden. Een telling uit 2006 heeft er 4419 geïdentificeerd.
Een commissie geleid door de VNV-ers Gérard Romsée en Corneel Heymans bracht begin september een bezoek aan het kamp en kreeg nog 35 Belgen vrij. Sommige gevangenen werden naar andere kampen overgeplaatst, ontsnapten of wisten zich met een paspoort te redden. Hierdoor zou het aantal gedetineerden van Saint-Cyprien in september geslonken zijn tot 3400. Uit Joodse hoek werd nog een poging gedaan om hen te bevrijden. Op 15 oktober 1940 reisde dokter Siegmund Sternberg aan het hoofd van een vijfkoppige delegatie van België naar het zuiden van Frankrijk om met het Vichy-regime te onderhandelen over emigratie overzee, maar dit heeft kennelijk niets opgeleverd. Via Kamp Drancy kwamen de meesten in het vernietigingskamp Auschwitz terecht.

## Iconografie
Verschillende kampbewoners hebben Saint-Cyprien afgebeeld. Artistiek het meest voldragen zijn de schilderijen van Felix Nussbaum. Voorts zijn er potloodtekeningen ingekleurd met wijn van Carl Rabus, kooltekeningen van Kurt Lewy, en werk van Karl Schwesig, Osias Hofstätter, en Julius Collen Turner.

## Voetnoten
1. ↑  Le camp de concentration de Saint-Cyprien (1939-1941), Histoires du Roussillon, 5 juni 2014. Gearchiveerd op 9 april 2023.
2. ↑  Van Doorslaer 2007, p. 206
3. ↑  Bervoets 2006, p. 340-417
4. ↑  Van Doorslaer 2007, p. 220
5. ↑  Mark Schaevers, Orgelman. Felix Nussbaum. Een schildersleven, 2014, p. 271-272